# 夏侯儒
夏侯儒（？—？），字俊林，沛國譙縣（今安徽省亳州市）人，三國時代曹魏的武將。夏侯尚的從弟。

## 生平
建安二十三年（218年），夏侯儒初為鄢陵侯曹彰的驍騎司馬。黃初二年（公元221年），盧水胡伊健妓妾和治元多等人叛亂，河西各郡大亂，曹丕任命張既為涼州刺史，並派時任護軍的夏侯儒和費曜等支援張既，張既最後深入涼州，大敗胡人軍隊。
不久，酒泉蘇衡反叛，與同羌族的大戶鄰戴以及丁令一帶的萬餘兵馬攻打邊境各縣。張既與夏侯儒擊破之，蘇衡及鄰戴等皆投降。於是，張既上書請求與夏侯儒共同治理左城要塞。築防禦工事、置烽火台，並在邸閣儲備軍糧防禦胡人。
正始年间，夏侯霸代替夏侯儒成為征蜀護軍。司馬懿轉督雍涼後，夏侯儒以征南將軍接任荊豫都督，二年（公元241年），朱然圍樊城，乙脩等求救甚急，夏侯儒前往救援，以兵少而不敢進攻，作鼓吹、設導從，離朱然軍六七里，幾個月後，司馬懿率大軍趕到，夏侯儒才一起進兵，朱然退走。此事有人認為夏侯儒太怯懦，有人則認為他以少兵迷惑敵人處理得宜。也因此事夏侯儒被徵還入朝，拜為太僕。